# Disastro del Gleno
Il disastro del Gleno del 1º dicembre 1923 fu un evento catastrofico provocato dal cedimento strutturale dell'appena ultimata diga del Gleno, in val di Scalve, nelle Alpi Orobie.

## La tragedia
Il 22 ottobre 1923, a causa di forti piogge, il bacino si riempì per la prima volta. Tra ottobre e novembre si verificarono numerose perdite d'acqua dalla diga, soprattutto al di sotto delle arcate centrali, che non appoggiavano sulla roccia. Infine, il 1º dicembre 1923 alle ore 7:15 la diga crollò. Sei milioni di metri cubi d'acqua, fango e detriti precipitarono dal bacino artificiale a circa 1500 metri di quota, dirigendosi verso il lago d'Iseo.
Il primo borgo a essere colpito fu Bueggio. L'enorme massa d'acqua, preceduta da un terrificante spostamento d'aria, distrusse poi le centrali di Povo e Valbona, il ponte Formello e il Santuario della Madonnina di Colere. Raggiunse in seguito l'abitato di Dezzo, composto dagli agglomerati posti in territorio di Azzone e in territorio di Colere, che fu praticamente distrutto. Prima di raggiungere l'abitato di Angolo, l'enorme massa d'acqua formò una sorta di lago - tutt'oggi sono visibili i segni lasciati dal passaggio dell'acqua nella gola della via Mala - che preservò l'abitato di Angolo, che rimase praticamente intatto, mentre a Mazzunno vennero spazzati via la centrale elettrica e il cimitero.
La fiumana discese quindi velocemente verso l'abitato di Gorzone e proseguì verso Boario e Corna di Darfo, seguendo il corso del torrente Dezzo e mietendo numerose vittime al suo passaggio. Quarantacinque minuti dopo il crollo della diga la massa d'acqua raggiunse il lago d'Iseo. I morti furono ufficialmente 356, ma i numeri sono ancora oggi incerti.

## Le responsabilità

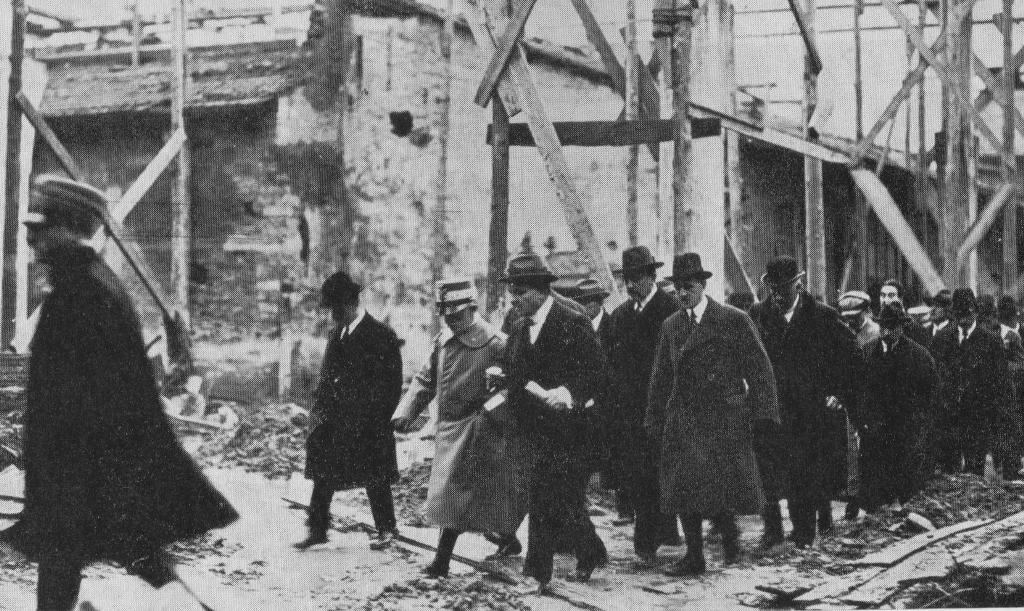
Re Vittorio Emanuele III nella devastata Darfo

Il 3 dicembre 1923 giunsero a Darfo a commemorare le vittime il re Vittorio Emanuele III e Gabriele D'Annunzio. A causa dell'impraticabilità delle strade, nessuna autorità poté visitare Angolo Terme e Mazzunno. Il 30 dicembre 1923 il procuratore del re incolpava i responsabili della ditta Viganò e il progettista ingegner Santangelo per l'omicidio colposo di circa 500 persone.
Dal processo, che ebbe luogo tra il gennaio 1924 e il luglio 1927, emerse che i lavori furono eseguiti in modo inadeguato (il titolare della diga era stato il vero direttore dei lavori, nonostante non ne avesse le capacità) e in economia, che il progetto era stato cambiato più volte in corso d'opera senza le opportune verifiche e che il controllo da parte del Genio civile era stato svolto in maniera approssimativa e superficiale.
Il 4 luglio 1927 il Tribunale di Bergamo condannò Virgilio Viganò e l'ingegner Santangelo a tre anni e quattro mesi di reclusione più 7500 lire di multa. Verrà poi scontata la pena a due anni di reclusione e revocata la multa. Secondo alcuni abitanti del luogo, il disastro era prevedibile: chi aveva lavorato nel cantiere della diga diffondeva la voce che il materiale usato non era buono e raccontava dell'imperizia dei lavori; chi poteva, a Dezzo, dormiva altrove.

## Commemorazioni

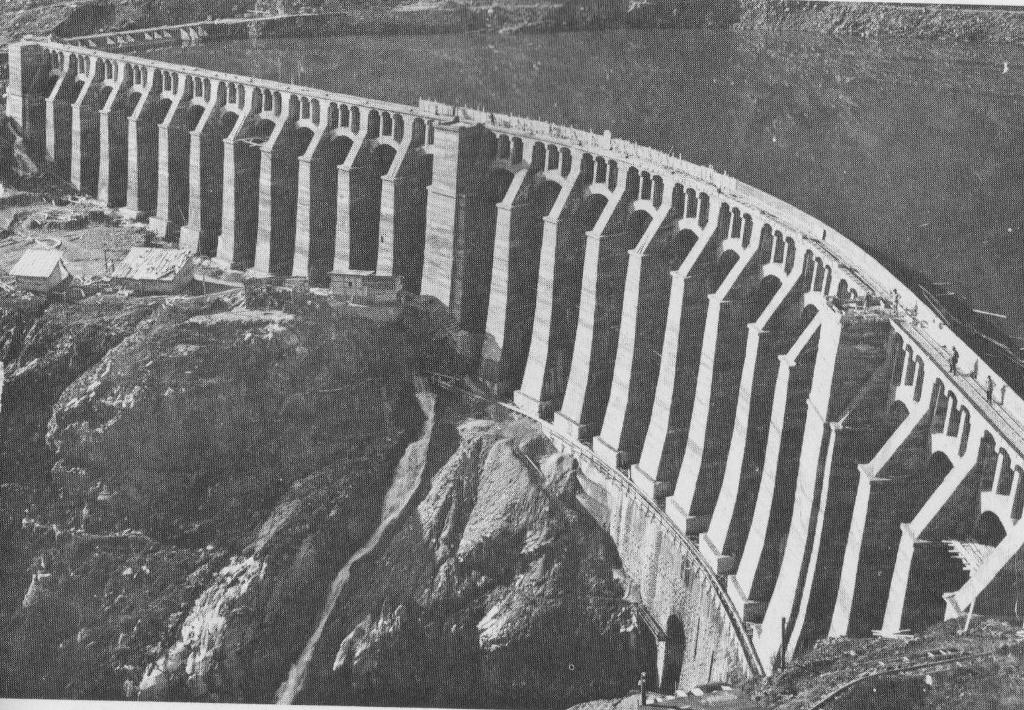
La diga prima del collasso

Già per l'ottantesimo anniversario del disastro, l'Associazione Radioamatori Italiani della sezione di Bergamo organizza ogni dieci anni una salita presso i ruderi della diga installando più di una stazione radio in banda HF, VHF e UHF. Questa attività si inserisce nel contesto delle celebrazioni che vengono fatte in tutta la Val di Scalve a ricordo di quanto accaduto.
L'ARI bergamasca, in collaborazione con ARI Valle Camonica e Protezione Civile Città di Clusone, in occasione del 90º anniversario, installò diverse postazioni radio sia presso i monumentali resti della diga sia su diverse località sede di manifestazioni e commemorazioni.
Il 1º dicembre 2013 vi fu un singolare collegamento radio in banda HF tra la diga del Vajont, quella del Gleno e la postazione di Dezzo di Scalve, sede della principale commemorazione religiosa. L'evento venne pianificato al fine di avvicinare due comunità che, a distanza di ben 40 anni, vissero la medesima tragedia. A questo evento partecipò anche una postazione attivata presso la sala radio della Prefettura di Bergamo, dove il Prefetto in carica trasmise il suo messaggio di cordoglio e vicinanza alla comunità scalvina.